# Discontinuidad (psicología social)
En psicología social se entiende que la discontinuidad en los procesos cognitivos individuales sobreviene como consecuencia de la fuerte influencia del elemento social sobre dichos procesos. Es decir, se observa que los procesos cognitivos de los individuos son muy significativamente transformados bajo el influjo de la participación de estos individuos en las agrupaciones y colectivos que configuran una sociedad.
Este efecto de discontinuidad de lo individual hacia lo social es aludido tanto en los últimos avances en Cognición Social como en Teoría de la Identidad Social.

## Cognición Social y discontinuidad
Operario y Fiske (1999) introducen el concepto de discontinuidad con el fin de establecer una relación explicativa entre los procesos grupales (de la sociología y antropología cultural) y los cognitivos individuales (de la psicología básica cognitiva), salvando una radical segregación tradicional que los situaba en polos diametralmente opuestos e inconexos.
A continuación se exponen dos resultados de la investigación, que revelan discontinuidad o modificaciones en los procesos cognitivos individuales en función de las pertenencias grupales:
- Por un lado, se observa que los procesos cognitivos deliberados se hallan orientados por propósitos, razones y exigencias que evidencian el gran influjo del contexto sociocultural.
- Por otro lado, cuando los individuos realizan inferencias espontáneas, configurando procesos cognitivos automáticos, en los cuales no existe esfuerzo de deliberación, la investigación transcultural puede definir patrones para dichos procesos en función del contexto sociocultural. Por ejemplo, se observa que las personas pertenecientes a culturas individualistas, de manera espontánea, suelen explicar las conductas ajenas sobre la base de los rasgos individuales de sus sujetos, mientras que aquellas pertenecientes a culturas colectivistas lo hacen en base al contexto y las circunstancias.

## Discontinuidad en la identidad
Turner (1999) vincula íntimamente la Teoría de la Identidad Social con la conducta de grupo.
La investigación psicosocial apunta a que, en general, la tendencia es que el individuo pondera su identidad social por encima de la individual, generándose, en caso de conflicto, discontinuidad en la última. Un ejemplo de este tipo de discontinuidad se hallaría en una ruptura de lazos afectivos en una familia por la pertenencia de sus miembros a distintos bandos armados durante una guerra civil.
Según esta teoría el individuo se identifica con determinados grupos sociales para reafirmar su sentimiento de pertenencia y autoestima social. Por ejemplo, su afiliación a un partido político.
No obstante, el individuo también se autodefine en rasgos que se limitan al ámbito de su idiosincrasia más personal. Por ejemplo, sus sentimientos amorosos.

## Fuente secundaria
- Ángel Gómez, Elena Gaviria, Itziar Fernández: Psicología Social, Sanz y Torres. ISBN 84-96094-72-3.